# ポントリャーギン類
数学において、レフ・ポントリャーギン(Lev Pontryagin)の名前のついたポントリャーギン類(Pontryagin classes)は特性類のひとつで、4 の倍数の次数を持つコホモロジー群の中にある。ポントリャーギン類は、実ベクトルバンドルへ適用される。

## 定義
M 上の実ベクトルバンドル E が与えられると、その k-次ポントリャーギン類(Pontryagin class) pk(E) は、
pk(E) = pk(E, Z) = (−1)k c2k(E ⊗ C) ∈ H4k(M, Z)
として定義される。ここに
- c2k(E ⊗ C) は、E の複素化（英語版）(complexification) E ⊗ C = E ⊕ iE の2k-次チャーン類である。
- H4k(M, Z) は M の整数係数の 4k-次コホモロジー群である。

有理ポントリャーギン類 pk(E, Q) は、H4k(M, Q) の中の pk(E) の像、有理係数の M 上の 4k-次コホモロジー群として定義される。

## 性質
全ポントリャーギン類(total Pontryagin class) 
{\displaystyle p(E)=1+p_{1}(E)+p_{2}(E)+\cdots \in H^{*}(M,\mathbf {Z} ),}
は、ベクトルバンドルのホイットニー和(Whitney sum)の観点から modulo 2-torsion で乗法的である。ホイットニー和とは、M の 2つのベクトルバンドル E と F に対し、
{\displaystyle 2p(E\oplus F)=2p(E)\smile p(F)}
となることである。個々のポントリャーギン類 pk の項では、
{\displaystyle 2p_{1}(E\oplus F)=2p_{1}(E)+2p_{1}(F),}
{\displaystyle 2p_{2}(E\oplus F)=2p_{2}(E)+2p_{1}(E)\smile p_{1}(F)+2p_{2}(F)}
などとなる。
ベクトルバンドルのポントリャーギン類やスティーフェル・ホイットニー類が 0 となることは、ベクトルバンドルが自明であることを保証するものではない。たとえば、ベクトルバンドルの同型を同一視すると、一意な非自明なランク 10 のベクトルバンドル E10 が 9-球面上に存在する。（E10 のクランチ函数(clutching function)は、安定ホモトピー群(stable homotopy group) π8(O(10)) = Z/2Z から来る。）ポントリャーギン類とスティーフェル・ホイットニー類はすべて 0 となる。ポントリャーギン類は次数 9 には存在しないので、E10 のスティーフェル・ホイットニー類 w9 は、ウーの公式 w9 = w1w8 + Sq1(w8) により 0 となる。さらに、このベクトルバンドルは安定で非自明、つまり、すべての自明バンドルを持つ E10 のホイットニー和は、非自明のままである(Hatcher 2009, p. 76)。
2k-次元ベクトルバンドル E があたえられると、
{\displaystyle p_{k}(E)=e(E)\smile e(E),}
を得る。ここに e(E) は E のオイラー類を表し、{\displaystyle \smile } はコホモロジー類のカップ積(cup product)を表す。

### ポントリャーギン類と曲率
陳省身(Shiing-Shen Chern)とアンドレ・ヴェイユ(André Weil)により 1948年頃に示されたように、有理ポントリャーギン類
{\displaystyle p_{k}(E,\mathbf {Q} )\in H^{4k}(M,\mathbf {Q} )}
は、ベクトルバンドルの曲率形式に多項式を通して依存した微分形式として表現することができる。このチャーン・ヴェイユ理論は、代数トポロジーと大域微分幾何学の間に大きな関係があることを明らかにした。
接続形式を持つ n-次元微分可能多様体(differentiable manifold) M 上のベクトルバンドル E に対し、全ポントリャーギン類は、
{\displaystyle p=\left[1-{\frac {{\rm {Tr}}(\Omega ^{2})}{8\pi ^{2}}}+{\frac {{\rm {Tr}}(\Omega ^{2})^{2}-2{\rm {Tr}}(\Omega ^{4})}{128\pi ^{4}}}-{\frac {{\rm {Tr}}(\Omega ^{2})^{3}-6{\rm {Tr}}(\Omega ^{2}){\rm {Tr}}(\Omega ^{4})+8{\rm {Tr}}(\Omega ^{6})}{3072\pi ^{6}}}+\cdots \right]\in H_{dR}^{*}(M)}
として表現される。ここに Ω は曲率形式を表し、H*dR(M) はド・ラームコホモロジー群を表す。

### 多様体のポントリャーギン類
滑らかな多様体のポントリャーギン類は、多様体の接バンドルのポントリャーギン類として定義される。
セルゲイ・ノヴィコフ(Sergei Novikov)は 1966年に、多様体が同相であれば、H4k(M, Q) の中の有理ポントリャーギン類 pk(M, Q) は同じであることを証明した。
次元が少なくとも 5 であれば、与えられたホモトピー型(homotopy type)とポントリャーギン類を持つ微分可能多様体は高々有限個しか存在しない。

## ポントリャーギン数
ポントリャーギン数(Pontryagin numbers)は、滑らかな多様体の位相不変量(topological invariant)である。ポントリャーギン数は、多様体の次元が 4 で割り切れないような滑らかな多様体 0 であり、次のように多様体のポントリャーギン類の項で定義される。
滑らかな 4n-次元多様体 M と自然数の集まり
k1, k2, ..., km such that k1+k2+...+km =n が与えられると、ポントリャーギン数 {\displaystyle P_{k_{1},k_{2},\dots ,k_{m}}} は、
{\displaystyle P_{k_{1},k_{2},\dots ,k_{m}}=p_{k_{1}}\smile p_{k_{2}}\smile \cdots \smile p_{k_{m}}([M])}
により定義される。ここに pk は k-次ポントリャーギン類を表し、[M] は M の基本類 を表す。

### 性質
1. ポントリャーギン数は、向き付けられたコボルディズム(cobordism)不変量であり、スティーフェル・ホイットニー数とともに、向きつけられた多様体のコボルディズムを決定する。
2. 閉リーマン多様体のポントリャーギン数（ポントリャーギン類と同様に定義される）は、リーマン多様体の曲率テンソルからある多項式の積分として計算することができる。
3. 符号（英語版）(signature)や種数 and {\displaystyle {\hat {A}}}-genusはポントリャーギン数を通して表現することができる。

## 一般化
四元数構造を持つベクトルバンドルに対し、四元数ポントリャーギン類も存在する。